# ジェームズ・ヴァン・アレン
ジェームズ・アルフレッド・ヴァン・アレン（James Alfred Van Allen、1914年9月7日 - 2006年8月9日）は、アメリカ合衆国の物理学者である。地球高層の放射線帯であるヴァン・アレン帯の発見で知られる。

## 来歴
アイオワ州に生まれる。アイオワ・ウェスリアン・カレッジで学んだ後、1939年にアイオワ大学で核物理学のPh.D.を取得した。1940年カーネギー研究所で研究員として地磁気部門に属し、光電現象を研究し、戦時研究として近接信管の研究を行った。ジョンズ・ホプキンズ大学に移った後も、近接信管の研究を続け、1942年から海軍に属し、試験を行った。戦後ジョンズ・ホプキンス大学の応用物理学研究所に戻り、上層大気の研究に戻った。1950年からアイオワ大学に移った。
1957年から1958年の国際地球観測年の観測のために他の科学者とともに観測衛星の打ち上げを提案し、1958年1月に打ち上げられたエクスプローラー1号に搭載されたガイガーカウンターによって地球を取り巻く放射線帯を発見。同年6月、ソ連（当時）で開かれた学術会議にて発表した。その後も初期の衛星観測に貢献。1960年にはタイム誌のメン・オブ・ザ・イヤーに15名のアメリカ人科学者の1人として選ばれた。

## 受賞歴等
- 1960年 - リヒトマイヤー記念賞
- 1961年 - エリオット・クレッソン・メダル
- 1975年 - アイオワ州科学アカデミー最優秀フェロー選出
- 1977年 - ウィリアム・ボウイ・メダル
- 1978年 - 王立天文学会ゴールドメダル
- 1985年 - フィリップ・アベルソン賞
- 1987年 - アメリカ国家科学賞（1987年）
- 1989年 - クラフォード賞
- 1991年 - ヴァネヴァー・ブッシュ賞
- 2006年 - National Air and Space Museum

## 年譜
1914年9月7日アイオワ州マウント・プレザントに生まれた。
1931年マウント・プレザント高校を卒業生総代として卒業した。
1935年マウント・プレザントのアイオワ・ウェスリアンカレッジを最優秀で卒業し、理学士号を受けた。学部生時代、優秀な物理学者である Thomas Poulter 教授のもとで学び、流星の観測、マウント・プレザントの地磁気の測定、地表面における宇宙線の測定を行った。
1936年アイオワ大学において固体物理により修士号を得た。
1939年アイオワ大学において原子核物理により博士号を得た。博士論文は重水素核反応における衝突断面積の測定に関してであった。
1940年ワシントンD.C.のカーネギー研究所地磁気部門 (DTM) の物理学者スタッフとして、光電および電波近接信管の開発に従事した。ヴァン・アレンが宇宙線に対する関心を抱いたのはこの時代であった。
1942年ジョンズ・ホプキンズ大学応用物理研究所 (APL) に移って近接信管の開発を続けた。この年の後半、海軍に入隊し、南太平洋艦隊に砲術士として勤務した。
1946年海軍を退役して、APLの非軍事的研究に復帰した。ジョンズ・ホプキンス大学において、上層大気における気象観測ロケットの要件を探るため、第二次世界大戦末にドイツからろ獲したV2号ロケットを利用した高高度における実験を行うチームを組織し、率いた。しかし、V2号はこの目的にとって重過ぎ、また、複雑過ぎることが判明した。必要なものは、WACコーポラルや海軍のバンブルビー計画（タロスの開発計画、途中でテリアとターターが派生）で開発されたミサイルの派生型の小さなロケットであるとヴァン・アレンは判断した。この廉価版ロケットのために、エアロジェットブースターとバンブルビーの第2段の組み合わせを仕様とし、エアロビーと呼んだ。エアロビーは、フィンが効く速度に達するまでの間の安定性を確保するため、53mの高さの発射塔から発射された。発射塔は、ニューメキシコ州ホワイトサンズ・ミサイル射場、ネバダ州フォート・チャーチル、バージニア州ウォロップ島および海軍の試験船ノートン・サウンド号の艦上に建設された。エアロビーは68kgのペイロードを搭載し、130kmの高度に到達することができた。
1949年3月1日後に「ロックーン」として知られるようになったコンセプトの公表。基本的な考えは、リー・ルイス中佐、G. ハルバーソン中佐、S. フレッド・ジンガー、ヴァン・アレンにより、ノートン・サウンド号上からのアエロビー打ち上げ航海中に考案されたもので、小さな高性能ロケットを高高度気球につりさげるというものである。ロケットは、気球が大気圏の縁に達した時点で点火され、地上から発射するよりもずっと高く上昇できる。

1953年ニューファンドランドから発射されたロックーンにより、地球をとりまく放射線帯の兆候が初めて発見された。安価なロックーン技術は、その後1953年 - 55年と1957年に米海軍研究局 (ONR) およびアイオワ大学の研究グループにより、ボストンとグリーンランドのチューレの間の海上において船上から利用された。
1956年1月26日上層大気ロケット観測パネルのスポンサーシップによる「地球の衛星の科学的利用」に関するシンポジウムがミシガン大学で開かれ、アイオワ大学のヴァン・アレンがその議長を務めた。
1957年4月1日上層大気ロケット観測パネルはロケット・衛星観測パネルに改称され、アイオワ大学のヴァン・アレンがその議長を務めた。
1957年7月1日国際地球観測年 (IGY) の開幕。国際地球観測年は国際学術会議連合 (ICSU) により、太陽活動（黒点等）の最大期に合わせた18箇月の期間で行われた。1950年のメリーランド州シルバー・スプリングのヴァン・アレンの自宅での会合に参加した科学者の1名であるロイド・バークナーが1957年から1959年にかけてICSUの議長であった。
1957年9月26日36機のロックーン（気球発射ロケット）が米国海軍砕氷船グレイシャー号により大西洋、太平洋、南氷洋の北緯75度から南緯72度にわたる領域から打ち上げられた。これは、アイオワ大学のヴァン・アレンとローレンス・J・ケイヒルをリーダーとする国際地球観測年の科学計画のひとつとして行われた。これらは南極圏における初めての上層大気ロケット観測であった。
1957年10月4日ソ連がIGYの活動の一環として世界初の人工衛星スプートニク1号の打ち上げに成功。
1958年1月31日アメリカの人工衛星第1号エクスプローラー1号がジュピターCミサイルによりフロリダ州ケープカナベラル空軍基地から地球軌道に打ち上げられた。エクスプローラー1号には、ヴァン・アレンと大学院生の設計した流星塵検知器および宇宙線実験装置が積み込まれていた。エクスプローラー1号およびエクスプローラー3号（1958年3月26日打ち上げ）からのデータにより、アイオワ大グループは宇宙時代最初の発見、すなわち、地球磁場により捕獲された荷電粒子によるドーナツ型の領域の発見を成し遂げた。
1958年7月米国議会は国家航空宇宙法（一般的には「宇宙法」と呼ばれる）を可決し、1958年10月1日をもってNACAおよび他の政府機関を改組してアメリカ航空宇宙局(NASA)を設立することを決定した。
1958年12月6日NASAの指令により陸軍を実施機関としてアトランティックミサイル射場からジュノー2型ロケットによりアメリカの3番目のIGY月探査機としてパイオニア3号の打ち上げが行われた。当初の目的であった、月の近傍に12.95ポンドの科学機材を置くことには失敗した。パイオニア3号は高度63,000マイルに達し、第2の放射線帯の発見につながるデータをヴァン・アレンにもたらした。捕獲粒子の放射線は高度数百マイルから始まり、数千マイルまで広がっている。発見者のヴァン・アレンの名前を取り、ヴァン・アレン帯と名付けられた。
1958年12月31日国際地球観測年終了。

1985年アイオワ大学を退官したが、カーバー記念物理学講座名誉教授としてアイオワ市に住み続けた。
2004年10月9日アイオワ大学およびアイオワ大学同窓会が、ヴァン・アレン教授の90歳の誕生日と数々の業績を祝賀し、招待講義、公開講義およびパーティを行った。
2006年8月9日アイオワ市の大学病院にて心不全により死去。